# Al-Hamdanijja
Al-Hamdanijja (arab. الحمدانية, Al-Ḥamdāniyya), także Bachdida (arab. بخديدا, Baẖdīdā), Kara Kusz (arab. قرة قوش, Qara Qūš) – miasto w Iraku, w muhafazie Niniwa, siedziba administracyjna kady Al-Hamdanijja.
Większość mieszkańców miasta stanowią chrześcijańscy Asyryjczycy. W 2007 r. liczyło około 70 370 mieszkańców.
W 2014 roku miasto zajęło Państwo Islamskie, co zmusiło ok. 100 000 chrześcijan z miasta i z okolic do ucieczki. Terroryści profanowali kościoły i niszczyli przedmioty kultu. W 2016 roku iracka armia rządowa odbiła miasto z rąk islamistów wraz z innymi chrześcijańskimi miejscowościami w okolicy.
Urodził się tutaj Ephrem Yousif Abba Mansoor, iracki duchowny katolicki, obrządku syryjskiego, arcybiskup Bagdadu.